# سانتو ستيفانو لوديجيانو
سانتو ستيفانو لوديجيانو ( لوديجيانو :(سان ستيو) هي بلديه (أمانه) في مقاطعة لودي في منطقة لومباردي الإيطالية ، وتقع على بعد حوالي 60 كيلومتر (37 ميل) جنوب شرق ميلانو وحوالي 25 كيلومتر (16 ميل) جنوب شرق لودي .
تقع سانتو ستيفانو لوديجيانو على حدود البلديات التالية: ماليو ، كورنو جيوفين ، كورنو جيوفين ، فومبيو ، سان فيورانو ، كاسيل لاندي ، بياتشينزا ، بياتشينزا ، سان روكو أل بورتو .
الامانه هي موطن للأطفال ومتحف للألعاب الذي يضم أكثر من 1700 قطعة.